# Юдинка (Северо-Казахстанская область)
Юдинка (каз. Юдинка) — упразднённое село в Айыртауском районе Северо-Казахстанской области Казахстана. Входило в состав Сырымбетского сельского округа. Ликвидировано в 2014 году. Код КАТО — 593249800.

## Население
В 1999 году население села составляло 67 человек (35 мужчин и 32 женщины). По данным переписи 2009 года в селе проживало 16 человек (9 мужчин и 7 женщин).